# Uda Heller
Uda Carmen Freia Heller geb. Bischof (* 15. Juni 1951 in Großengottern) ist eine deutsche Politikerin (CDU).

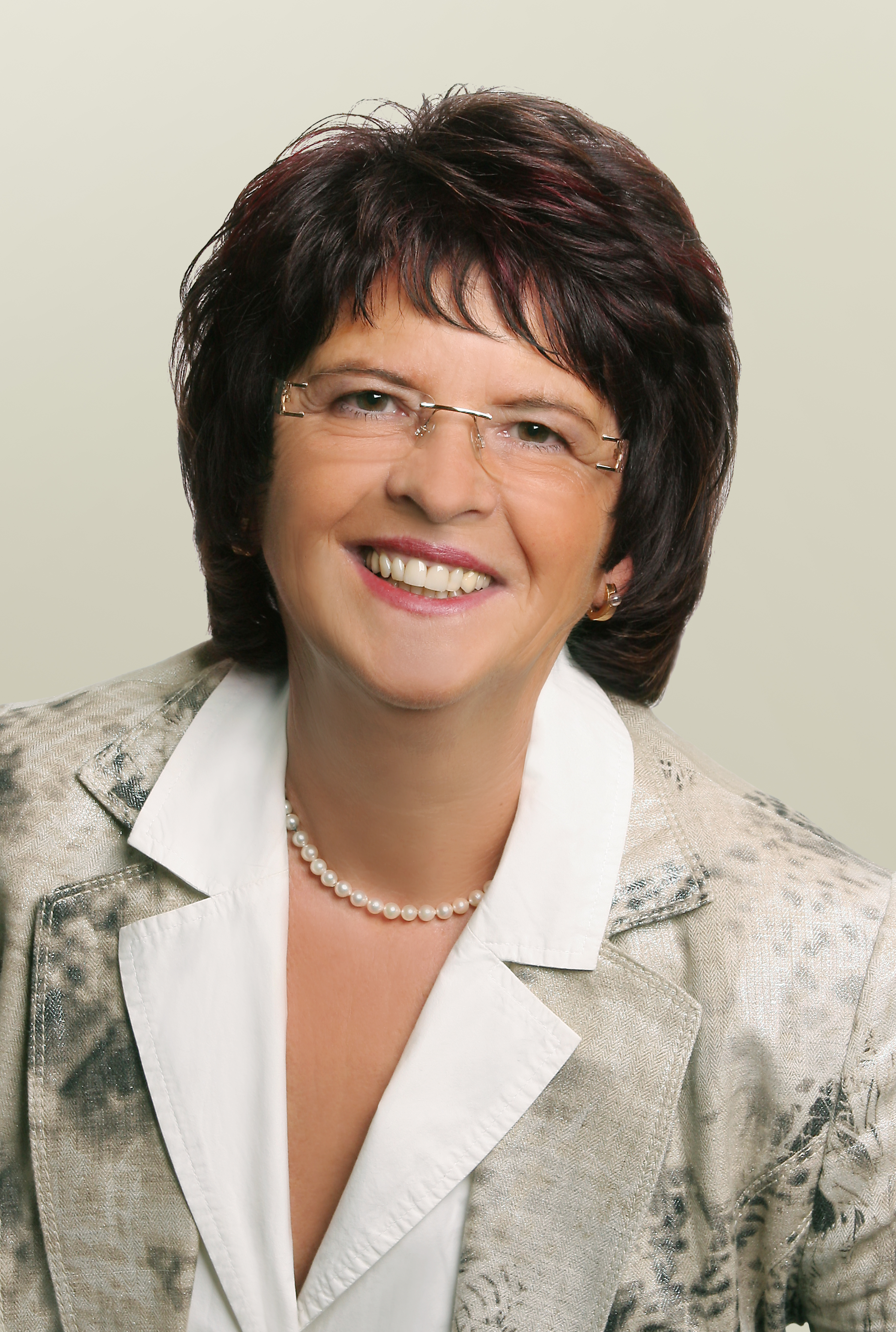
Uda Heller, Mitglied des Deutschen Bundestages

## Leben und Beruf
Nach dem Besuch der Polytechnischen Oberschule (POS) absolvierte Uda Heller eine Lehre zum Obst- und Gemüsekonservierer. Das anschließende Studium der Lebensmitteltechnologie beendete sie 1973 als Diplom-Ingenieurin (FH). Danach war sie bis 1975 als technische Kontrolleurin in dem 1972 enteigneten Betrieb ihrer Eltern, der Rohkonservenfabrik („Rokofa“) Großengottern, tätig. 1975 wechselte sie als Lebensmittelkontrolleurin zur Hygieneinspektion des Kreises Sangerhausen. Nachdem sie 1985 die Genehmigung bekommen hatte, sich selbständig zu machen, gründete sie mit ihrem Ehemann die „Weinkelterei Heller“ in Kelbra. Nach der Wende gründete sie mit ihrem Mann die Heller Modernisierungs- und Renovierungs-GmbH in Roßla, deren Geschäftsführerin Uda Heller bis 2002 war. Mit dem Einzug in den Deutschen Bundestag gab sie diese Tätigkeit auf. 
Uda Heller ist seit 1973 verheiratet und hat zwei erwachsene Söhne mit Familie.

## Partei
1987 trat Uda Heller in die  Ost-CDU ein. 1990 zählte sie zu den Mitbegründern der Mittelstands- und Wirtschaftsvereinigung im Landkreis Sangerhausen und war bis 1993 deren Vorsitzende. In den Jahren danach übte sie auf allen Ebenen der Partei die verschiedensten Funktionen aus. So war sie auch von 1998 bis 2010 stellvertretende Landesvorsitzende der CDU Sachsen-Anhalt.

## Abgeordnete
Uda Heller wurde 1990 in den Gemeinderat von Roßla und den Kreistag des Landkreises Sangerhausen gewählt. Sie war von 1992 bis 2007 Vorsitzende des Kreistages Sangerhausen. 2010 beendete sie ihr Mandat nach 20 Jahren aktiver Mitgliedschaft, wegen Unvereinbarkeit mit ihrer neuen Tätigkeit als Projektleiterin des Bundesprogramms „Perspektive Berufsabschluss“ Regionales Übergangsmanagement Mansfeld Südharz des Bundesministeriums für Bildung und Forschung. Von 1994 bis 2002 war sie Präsidialmitglied des Landkreistages Sachsen-Anhalt und gehörte seit 1995 dem Präsidium des Landkreistages Sachsen-Anhalt an. Im Europarat war sie von 1994 bis 1998 ehrenamtliches Mitglied im Kongress der Gemeinden und Regionen. 
2002 wurde sie Mitglied des Deutschen Bundestages und war von 2005 bis 2009 Vorsitzende der Landesgruppe Sachsen-Anhalt der CDU/CSU-Bundestagsfraktion. In dieser Zeit zog sie stets über die Landesliste Sachsen-Anhalt in den Bundestag ein. 
Heller scheiterte bei der Bundestagswahl 2009 am 27. September im Bundestagswahlkreis Mansfeld beim Kampf um das Direktmandat mit 32,2 % der Erststimmen und schied aus dem Bundestag aus. Bei der darauffolgenden Bundestagswahl am 22. September 2013 erhielt sie 41,9 % der Erststimmen und gewann damit das Direktmandat. Im Oktober 2016 kündigte sie an, nicht wieder für den Bundestag zu kandidieren.

## Ehrungen
Uda Heller wurde 2010 mit dem Bundesverdienstkreuz (Verdienstmedaille) ausgezeichnet.